# Керролл (округ, Нью-Гемпшир)
Шаблон:StateAbbr_ 43°49′21″ пн. ш. 71°10′54″ зх. д. / 43.822605° пн. ш. 71.181587° зх. д.
Округ  Керролл (англ. Carroll County) — округ (графство) у штаті  Нью-Гемпшир, США. Ідентифікатор округу 33003.

## Історія
Округ утворений 1840 року.

## Демографія
За даними перепису 
2000 року 
загальне населення округу становило 43666 осіб, усе сільське.
Серед мешканців округу чоловіків було 21455, а жінок — 22211. В окрузі було 18351 домогосподарство, 12312 родин, які мешкали в 34750 будинках.
Середній розмір родини становив 2,82.
Віковий розподіл населення поданий у таблиці:
| Стать    | До 15 років | 15-21 | 22-29 | 30-39 | 40-49 | 50-65 | 65-85 | Понад 85 |
| -------- | ----------- | ----- | ----- | ----- | ----- | ----- | ----- | -------- |
| Чоловіки | 4115        | 1714  | 1370  | 2812  | 3635  | 4251  | 3297  | 261      |
| Жінки    | 3912        | 1574  | 1444  | 3054  | 3754  | 4242  | 3647  | 584      |

## Суміжні округи
- Коос — північ
- Оксфорд, Мен — північний схід
- Йорк, Мен — південний схід
- Страффорд — південь
- Белкнеп — південний захід
- Ґрафтон — захід

## Виноски
1. ↑  U.S. Decennial Census. United States Census Bureau. Архів оригіналу за 26 квітня 2015. Процитовано 27 грудня 2014.
2. ↑  Historical Census Browser. University of Virginia Library. Архів оригіналу за 11 Серпня 2012. Процитовано 27 грудня 2014.
3. ↑  Population of Counties by Decennial Census: 1900 to 1990. United States Census Bureau. Архів оригіналу за 9 Листопада 2014. Процитовано 27 грудня 2014.
4. ↑  Census 2000 PHC-T-4. Ranking Tables for Counties: 1990 and 2000 (PDF). United States Census Bureau. Архів оригіналу (PDF) за 18 Грудня 2014. Процитовано 27 грудня 2014.
5. ↑  State & County QuickFacts. United States Census Bureau. Архів оригіналу за 22 лютого 2016. Процитовано 24 вересня 2013.(англ.) Наведено за англійською вікіпедією.
6. ↑  American FactFinder. Бюро перепису населення США. Архів оригіналу за 29 липня 2011. Процитовано 31 січня 2008.

| США | Це незавершена стаття з географії США. Ви можете допомогти проєкту, виправивши або дописавши її. |